# 14 Девы
14 Де́вы (лат. 14 Virginis), HD 107161 — тройная звезда в созвездии Девы на расстоянии приблизительно 649 световых лет (около 199 парсек) от Солнца.

## Характеристики
Первый компонент (HD 107161A) — оранжевый гигант спектрального класса K0III, или K0. Визуальная звёздная величина звезды — +6,832m. Масса — около 2,918 солнечной, радиус — около 13,8 солнечного, светимость — около 73,8 солнечной. Эффективная температура — около 4930 K.
Второй компонент — коричневый карлик. Масса — около 19,7 юпитерианской. Удалён в среднем на 2,137 а.е..
Третий компонент (HD 107161B). Визуальная звёздная величина звезды — +14,7m. Удалён на 3,3 угловой секунды.